# Арк-ла-Батай
Арк-ла-Бата́й (фр. Arques-la-Bataille) — коммуна на севере Франции, регион Нормандия, департамент Приморская Сена, округ Руан, кантон Дьеп-2. Пригород Дьепа, расположен в 6 км к юго-востоку от центра города. На территории коммуна три реки — Варенн, Ольн и Бетюн — сливаются и образуют реку Арк.
Население (2018) — 2 590 человек.

## Достопримечательности
- Церковь Успения Богоматери (Notre-Dame-de-l’Assomption) XVI—XVII веков в стиле пламенеющей готики
- Руины шато Арк-ла-Батай XV века, разрушенного в XVII веке

## Экономика
Структура занятости населения:
- сельское хозяйство — 1,2 %
- промышленность — 18,8 %
- строительство — 11,1 %
- торговля, транспорт и сфера услуг — 23,9 %
- государственные и муниципальные службы — 44,9 %

Уровень безработицы (2017) — 14,4 % (Франция в целом —  13,4 %, департамент Приморская Сена — 15,3 %). 

Среднегодовой доход на 1 человека, евро (2018) — 19 870 (Франция в целом — 21 730, департамент Приморская Сена — 21 140).

## Демография
Динамика численности населения, чел.

## Администрация
Пост мэра Арк-ла-Батая с 2020 года занимает член Коммунистической партии Марилин Фурнье (Maryline Fournier). На муниципальных выборах 2020 года возглавляемый ею список победил в 1-м туре, получив 56,08 % голосов.
| Период | Период | Фамилия        | Партия                  | Примечания                                       |
| ------ | ------ | -------------- | ----------------------- | ------------------------------------------------ |
| 1971   | 2020   | Ги Сенекаль    | Коммунистическая партия | пенсионер, член Генерального совета департамента |
| 2020   |        | Марилин Фурнье | Коммунистическая партия | член Совета департамента                         |

## Знаменитые уроженцы
- Анри-Мари Дюкроте-де-Блэнвиль (1877—1950), зоолог и анатом. Автор термина палеонтология

## Галерея

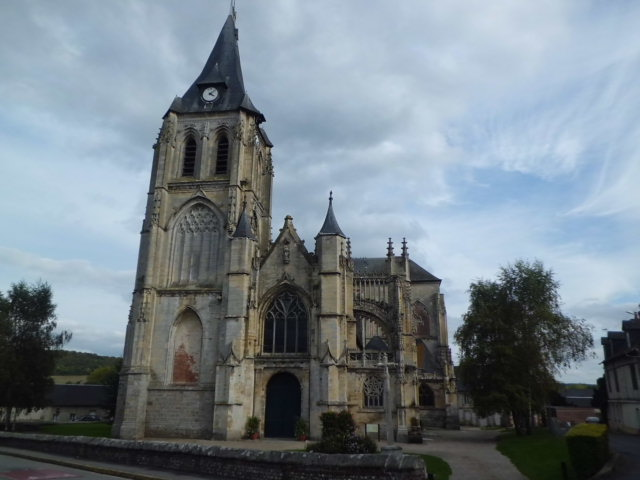
Церковь Успения Богородицы
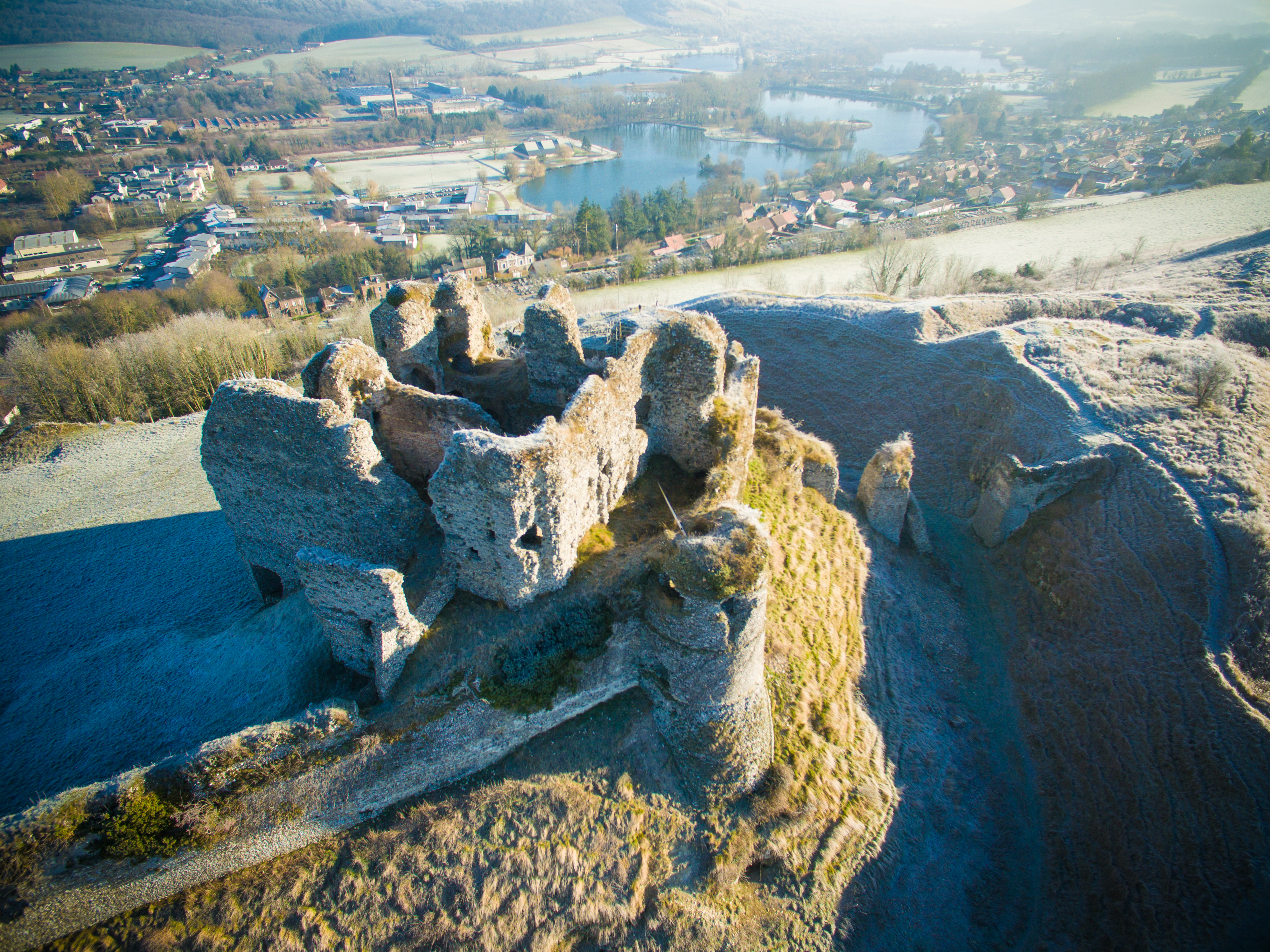
Развалины шато